# 휘태커-섀넌 보간 공식
휘태커-섀넌 보간 공식(영어: Whittaker–Shannon interpolation formula) 또는 싱크 보간(sinc interpolation)은 실수 시퀀스로부터 연속 시간 대역 제한 함수를 구성하는 방법이다. 이 공식은 1898년 E. 보렐과 1915년 E. T. 휘태커의 연구로 거슬러 올라가며, 1935년 J. M. 휘태커의 연구와 1949년 클로드 섀넌의 표본화 정리 공식화에서 인용되었다. 이는 흔히 섀넌의 보간 공식(Shannon's interpolation formula) 및 휘태커의 보간 공식(Whittaker's interpolation formula)이라고도 불린다. 1915년에 이를 발표한 E. T. 휘태커는 이를 카디널 시리즈(Cardinal series)라고 불렀다.

## 정의

왼쪽 그림에서 회색 곡선은 시간 영역의 함수 f(t)를 보여주며, 이는 꾸준히 증가하는 표본 속도로 표본화(검은 점)되고 황금 곡선을 생성하기 위해 재구성된다. 오른쪽 그림에서 빨간 곡선은 원본 함수 f(t)의 주파수 스펙트럼을 보여주며, 이는 변하지 않는다. 스펙트럼의 최고 주파수는 전체 스펙트럼 폭의 절반이다. 꾸준히 증가하는 분홍색 음영은 재구성된 함수의 주파수 스펙트럼을 나타내며, 표본 속도가 증가함에 따라 원본 함수의 주파수 스펙트럼을 점차 더 많이 채운다. 재구성된 함수의 주파수 스펙트럼이 원본 함수의 전체 주파수 스펙트럼을 포함할 때, 이는 최고 주파수의 두 배가 되며, 이때 재구성된 파형이 표본화된 파형과 일치한다.

실수 시퀀스 x[n]=x(nT)가 주어졌을 때, 연속 함수
{\displaystyle x(t)=\sum _{n=-\infty }^{\infty }x[n]\,{\rm {sinc}}\left({\frac {t-nT}{T}}\right)\,}
("sinc"는 정규화된 싱크함수를 나타냄)는 푸리에 변환 X(f)를 가지며, 그 0이 아닌 값은 다음 영역에 제한된다. :{\displaystyle |f|\leq {\frac {1}{2T}}}. 매개변수 T가 초 단위를 가질 때, 대역 제한 1/(2T)는 사이클/초(헤르츠) 단위를 가진다. x[n] 시퀀스가 연속 함수의 시간 표본을 간격 T로 나타낼 때, fs = 1/T는 표본화 속도로 알려져 있으며, fs/2는 해당 나이퀴스트 진동수이다. 표본화된 함수가 나이퀴스트 진동수보다 작은 대역 제한 B를 가질 때, x(t)는 원본 함수의 완벽한 재구성이다. ( 표본화 정리 참조.) 그렇지 않으면, 나이퀴스트 진동수 위의 주파수 구성 요소가 X(f)의 서브-나이퀴스트 영역으로 "접히면서" 왜곡이 발생한다. ( 에일리어싱 참조.)

## 동등한 공식화: 합성곱/로우패스 필터
보간 공식은 표본화 정리 문서에서 도출되며, 이는 또한 디랙 콤과 싱크함수의 합성곱으로 표현될 수 있음을 지적한다.
{\displaystyle x(t)=\left(\sum _{n=-\infty }^{\infty }T\cdot \underbrace {x(nT)} _{x[n]}\cdot \delta \left(t-nT\right)\right)\circledast \left({\frac {1}{T}}{\rm {sinc}}\left({\frac {t}{T}}\right)\right).}
이는 이상적인 (벽돌 벽) 로우패스 필터로 임펄스 열을 필터링하는 것과 동일하며, 통과 대역에서 이득이 1 (또는 0 dB)이다. 표본 속도가 충분히 높으면, 이는 기저대역 이미지(표본화 전의 원본 신호)가 변경되지 않고 통과하며 다른 이미지는 벽돌 벽 필터에 의해 제거됨을 의미한다.

## 수렴
보간 공식은 다음 조건이 충족되는 한 항상 절대 수렴하고 균등 수렴한다.
{\displaystyle \sum _{n\in \mathbb {Z} ,\,n\neq 0}\left|{\frac {x[n]}{n}}\right|<\infty .}
횔더 부등식에 의해, 이 조건은 시퀀스 {\displaystyle (x[n])_{n\in \mathbb {Z} }}가 1 ≤ p < ∞인 르베그 공간 {\displaystyle \ell ^{p}(\mathbb {Z} ,\mathbb {C} )} 중 하나에 속하는 경우 충족된다. 즉,
{\displaystyle \sum _{n\in \mathbb {Z} }\left|x[n]\right|^{p}<\infty .}
이 조건은 충분하지만, 필수는 아니다. 예를 들어, 표본 시퀀스가 거의 모든 정상 과정을 표본화한 것에서 온 경우 합은 일반적으로 수렴한다. 이 경우 표본 시퀀스는 제곱 합산 가능하지 않으며, 어떤 {\displaystyle \ell ^{p}(\mathbb {Z} ,\mathbb {C} )} 공간에도 속하지 않는다.

## 정상 확률 과정
x[n]이 광의 정상 과정의 표본 함수의 무한 시퀀스인 경우, 확률 1로 어떤 {\displaystyle \ell ^{p}} 또는 르베그 공간 Lp 공간의 멤버가 아니다. 즉, 표본을 거듭제곱 p로 올린 무한 합은 유한한 기댓값을 가지지 않는다. 그럼에도 불구하고, 보간 공식은 확률 1로 수렴한다. 수렴은 합의 절단된 항들의 분산을 계산하고 충분한 수의 항을 선택함으로써 분산을 임의로 작게 만들 수 있음을 보여줌으로써 쉽게 증명할 수 있다. 과정 평균이 0이 아닌 경우, 절단된 항들의 기댓값이 0으로 수렴함을 보여주기 위해 항들의 쌍을 고려해야 한다.
확률 과정은 푸리에 변환을 가지지 않으므로, 합이 원본 함수로 수렴하는 조건 또한 달라야 한다. 정상 확률 과정은 위너-힌친 정리에 따라 자기상관 함수를 가지며, 따라서 스펙트럼 밀도를 가진다. 과정으로부터의 표본 함수로 수렴하기 위한 적절한 조건은 과정의 스펙트럼 밀도가 표본 속도의 절반 이상인 모든 주파수에서 0이어야 한다는 것이다.

## 같이 보기
- 에일리어싱, 위신호 제거, 공간 위신호 제거
- 구형함수
- 표본화
- 신호 (전자공학)
- 싱크함수, 싱크 필터
- 랑초스 재표본화